# Krasnice
Krasnice, rod gljiva iz porodice Russulaceae, red Russulales, razred Agaricomycetes. Obuhvaća brojne vrste od kojih su neke jestive, neke nejestive, a ima i nekoliko otrovnih vrsta. 
Među jestivim krasnicama su modrolisna krasnica ili Russula delica, smeđe-zelena krasnica (Russula heterophylla), smeđokožna golubača ili Russula integra, crvena krasnica (Russula lepida), medna krasnica (Russula melliolens), modrikasta krasnica (Russula parazurea), maslinasta krasnica (Russula postiana), romelloova krasnica (Russula romellii).
Uvjetno jestiva: lažna modrolisna krasnica (Russula pseudodelica) 
Nejestive: prljava krasnica (Russula illota), žučna krasnica (Russula fellea), bademova krasnica (Russula laurocerasi), crna krasnica (Russula nigricans), queletova krasnica (Russula queletii), krvava krasnica (Russula sanguinaria), lomljiva krasnica (Russula sardonia), sunčana krasnica (Russula solaris), sirna krasnica (Russula sororia).
Otrovne su bljuvara (Russula emetica), smrdljiva krasnica (Russula foetens), 

## Vrste
- Russula abietum
- Russula acetolens
- Russula acriannulata
- Russula acrifolia
- Russula acriuscula
- Russula acrolamellata
- Russula acuminata
- Russula adusta
- Russula aeruginea
- Russula afronigricans
- Russula agaricina
- Russula albofloccosa
- Russula albolutescens
- Russula albonigra
- Russula albospissa
- Russula allochroa
- Russula alnetorum
- Russula alutacea
- Russula amarissima
- Russula amethystina
- Russula amoena
- Russula amoenicolor
- Russula amoenipes
- Russula amoenolens
- Russula anatina
- Russula anthracina
- Russula aquosa
- Russula atropurpurea
- Russula atrorubens
- Russula atroviridis
- Russula aucklandica
- Russula aurantiaca
- Russula aurea
- Russula aurora
- Russula australis
- Russula azurea
- Russula badia
- Russula betularum
- Russula brunneoviolacea
- Russula caerulea
- Russula campestris
- Russula carminipes
- Russula carpini
- Russula cavipes
- Russula cessans
- Russula chloroides
- Russula cicatricata
- Russula claroflava
- Russula clavipes
- Russula consobrina
- Russula cremeo-ochracea
- Russula cremeoavellanea
- Russula cuprea
- Russula curtipes
- Russula cyanoxantha
- Russula decipiens
- Russula decolorans
- Russula delica
- Russula densifolia
- Russula emetica
- Russula emeticicolor
- Russula exalbicans
- Russula faginea
- Russula farinipes
- Russula favrei
- Russula fellea
- Russula flavispora
- Russula foetens
- Russula font-queri
- Russula fragrantissima
- Russula fusconigra
- Russula fuscorubroides
- Russula gigasperma
- Russula gracillima
- Russula grata
- Russula graveolens
- Russula grisea
- Russula griseobrunnea
- Russula griseostipitata
- Russula griseoviolacea
- Russula griseoviridis
- Russula helodes
- Russula heterophylla
- Russula illota
- Russula inamoena
- Russula innocua
- Russula inquinata
- Russula insignis
- Russula intermedia
- Russula ionochlora
- Russula kermesina
- Russula laccata
- Russula laeta
- Russula langei
- Russula lateritia
- Russula lepidicolor
- Russula lilacea
- Russula littoralis
- Russula littorea
- Russula luteotacta
- Russula macrocystidiata
- Russula maculata
- Russula medullata
- Russula melitodes
- Russula melliolens
- Russula melzeri
- Russula miniata
- Russula minutula
- Russula multicystidiata
- Russula mustelina
- Russula nana
- Russula nauseosa
- Russula nigricans
- Russula nitida
- Russula nobilis
- Russula novae-zelandiae
- Russula ochroleuca
- Russula odorata
- Russula olivacea
- Russula oreina
- Russula paludosa
- Russula papakaiensis
- Russula parazurea
- Russula pascua
- Russula pectinata
- Russula pectinatoides
- Russula pelargonia
- Russula persicina
- Russula pilocystidiata
- Russula pleurogena
- Russula poichilochroa
- Russula postiana
- Russula praetervisa
- Russula pseudo-olivascens
- Russula pseudoaeruginea
- Russula pseudoaffinis
- Russula pseudoareolata
- Russula pseudoimpolita
- Russula pseudointegra
- Russula pseudopuellaris
- Russula pudorina
- Russula puellaris
- Russula puellula
- Russula pungens
- Russula purpureotincta
- Russula queletii
- Russula raoultii
- Russula renidens
- Russula rhodella
- Russula rimosa
- Russula rimulosa
- Russula risigallina
- Russula robertii
- Russula romellii
- Russula rosea
- Russula roseicolor
- Russula roseopileata
- Russula roseostipitata
- Russula rubens
- Russula ruberrima
- Russula rubroalba
- Russula rubrolutea
- Russula rutila
- Russula sanguinaria
- Russula sardonia
- Russula scotica
- Russula sericatula
- Russula silvestris
- Russula solaris
- Russula solitaria
- Russula sororia
- Russula stenotricha
- Russula subfoetens
- Russula subrubens
- Russula subterfurcata
- Russula subvinosa
- Russula taeniospora
- Russula tapawera
- Russula tawai
- Russula torulosa
- Russula tricholomopsis
- Russula turci
- Russula umerensis
- Russula unicolor
- Russula velenovskyi
- Russula venosopurpurea
- Russula versatilis
- Russula versicolor
- Russula vesca
- Russula veternosa
- Russula vinaceocuticulata
- Russula vinosa
- Russula vinosobrunnea
- Russula vinosopurpurea
- Russula violacea
- Russula violeipes
- Russula virescens
- Russula viridis
- Russula viscida
- Russula vivida
- Russula xenochlora
- Russula xerampelina
- Russula zonatula
- Russula zvarae